# Kozaruša
Kozaruša (en serbe cyrillique : Козаруша) est une localité de Bosnie-Herzégovine. Elle est située sur le territoire de la ville de Prijedor et dans la république serbe de Bosnie. Selon les premiers résultats du recensement bosnien de 2013, elle compte 3 361 habitants.

## Géographie
Le village est situé au nord du lac de Saničani, à la confluence de la Boruša et de la Repušnica ; son territoire est également traversé par la rivière Kozaruša et longé par la Kozaračka rijeka.

## Démographie

### Évolution historique de la population dans la localité
| 1948 | 1953 | 1961  | 1971  | 1981  | 1991  | 2013  |
| ---- | ---- | ----- | ----- | ----- | ----- | ----- |
| -    | -    | 2 239 | 2 536 | 2 994 | 3 376 | 3 361 |

|  |

### Communauté locale
En 1991, la communauté locale de Kozaruša comptait 3 832 habitants, répartis de la manière suivante :